# Moleculaire massa
De moleculaire massa of molecuulmassa van een moleculaire stof, is de massa van één molecuul van die stof. Uitgedrukt in kilogram is de moleculaire massa ontzettend klein, daarom wordt deze grootheid meestal uitgedrukt in atomaire massa-eenheden (u, Da, kDa, MDa, …). 
De moleculaire massa is een massa, dus krijgt volgens IUPAC het symbool {\displaystyle m} of {\displaystyle m_{\mathrm {f} }},. Eventueel wordt 'f' als subscript wordt toegevoegd, wat wijst op de formulemassa, de massa van één formule-eenheid. Voor moleculen is formulemassa een synoniem van molecuulmassa. Formulemassa is echter een ruimer begrip, want is ook bruikbaar voor stoffen die niet uit moleculen bestaan, maar uit covalente of ionaire roosters.
Een oude, minder correcte benaming is moleculair gewicht of molecuulgewicht, doorgaans afgekort tot het eveneens verouderde symbool MW, afkomstig van het Engelse 'molecular weight'. De benaming moleculair gewicht werd soms zowel voor molecuulmassa, relatieve molecuulmassa als molaire massa gebruikt. Dit zijn echter drie nauw verwante, maar duidelijk te onderscheiden grootheden.  

## Moleculaire massa
De moleculaire massa is de som van de atoommassa's van de afzonderlijke atomen, waaruit het molecuul is opgebouwd.  
{\displaystyle m_{\mathrm {f} }=\sum m_{\mathrm {a} ,i}}
De atomen van ieder samenstellend scheikundig element zijn een mengsel van verschillende isotopen. Bij de berekening van de molecuulmassa gaat men standaard uit van de normale, in de natuur voorkomende verhouding van deze isotopen voor elk element.  
Een voorbeeld is water. De atoommassa's van waterstof en zuurstof zijn respectievelijk 1,00784 u en 15,999 u. De moleculaire massa van water is dus 
{\displaystyle m(\mathrm {H_{2}O} )=2\times 1,00784\ \mathrm {u} +15,999\ \mathrm {u} =18,015\ \mathrm {u} .}
Alleen als het molecuul gekenmerkt is met bepaalde isotopen, bijvoorbeeld zwaar water, wordt hiervan afgeweken. Voor zwaar water (D2O) is dit
{\displaystyle m(\mathrm {D_{2}O} )=2\times 2,0141\ \mathrm {u} +15,999\ \mathrm {u} =20,027\ \mathrm {u} .}
Elke gegeven stof die is opgebouwd uit moleculen, heeft een specifieke moleculaire massa, maar een moleculaire massa identificeert niet direct het molecuul wat betreft zijn uiteindelijke structuur. Isomeren van een moleculaire stof hebben bijvoorbeeld dezelfde molecuulmassa, maar een andere structuur. 
Met behulp van massaspectrometrie kan de moleculaire massa van een moleculaire verbinding bijna direct worden gemeten.

## Relatieve moleculaire massa
De relatieve moleculaire massa of relatieve molecuulmassa, met symbool {\displaystyle M_{\mathrm {r} }}, is de verhouding van de molecuulmassa tot de atomaire massaconstante {\displaystyle m_{\mathrm {u} }}, i.e. de massa met waarde 1 u.
{\displaystyle M_{\mathrm {r} }={\frac {m_{\mathrm {f} }}{m_{\mathrm {u} }}}={\frac {m_{\mathrm {f} }}{1\ \mathrm {u} }}}
Bijvoorbeeld
{\displaystyle M_{\mathrm {r} }(\mathrm {H_{2}O} )=18{,}015}
en
{\displaystyle M_{\mathrm {r} }(\mathrm {D_{2}O} )=20{,}027}.
De relatieve molecuulmassa is het moleculair equivalent van de relatieve atoommassa {\displaystyle A_{\mathrm {r} }} en wordt net als deze niet enkel gebruikt om de miniscule massa van een enkel atoom resp. molecuul (of algemeen formule-eenheid) uit te drukken, maar ook om de macroscopische stofeigenschap molaire massa te berekenen. Er geldt immers
{\displaystyle M=M_{\mathrm {r} }\times M_{\mathrm {u} }\approx M_{\mathrm {r} }\times 1\ \mathrm {g\ mol} ^{-1}}.
Biivoorbeeld
{\displaystyle M(\mathrm {H_{2}O} )=18{,}015\ \mathrm {g/mol} }
en
{\displaystyle M(\mathrm {D_{2}O} )=20{,}027\ \mathrm {g/mol} }.
Hierbij is {\displaystyle M_{\mathrm {u} }} de molaire massaconstante, zijnde {\displaystyle 1\ \mathrm {u} \times N_{\mathrm {A} }}. Deze waarde was tot voor de herdefiniëring van de constante van Avogadro in 2019 exact gelijk aan 1 g/mol, nu slechts bij (zeer goede) benadering. 
Door het verband
{\displaystyle M_{\mathrm {r} }={\frac {M}{1\ \mathrm {g/mol} }}}
is de relatieve molecuulmassa historisch ook gekend als de relatieve molaire massa, en het symbool {\displaystyle M_{\mathrm {r} }} is hier nog een overblijfsel van.

## Moleculaire massa van polymeren
In tegenstelling tot kleine moleculen als water, benzeen of ethanol heeft een polymeer niet één exacte moleculaire massa, maar bestaat het uit een mengsel van macromoleculen met verschillende moleculaire massa's. Bij polyetheen bijvoorbeeld varieert dat van ca. 500.000 tot een paar miljoen. De verdeling van de moleculaire massa's (polydispersiteit) heeft een zeer grote invloed op de eigenschappen van het polymeer. 
Het meten van een dergelijke verdeling wordt bijvoorbeeld gedaan met gelpermeatiechromatografie, dampdrukosmometrie of viscosimetrie. Een meer geavanceerde methode is MALDI-TOF (afkorting voor matrix assisted laser desorption ionization-time of flight analyzer), een vorm van massaspectrometrie waarbij het polymeer wordt ingebed in een organische matrix en door een laser in de gasfase wordt gebracht. 
Een polymeer dat bestaat uit een driedimensionaal netwerk, zoals hard polyurethaanschuim, heeft een zeer grote moleculaire massa. Een stuk schuim is dan één gigantisch molecuul. Indien men het schuim in twee stukken breekt, heeft men twee moleculen.